# Gary Sinyor
Gary Sinyor est un réalisateur, producteur et scénariste britannique né en 1962 à Manchester (Royaume-Uni).

## Filmographie

### comme réalisateur
- 1993 : Leon the Pig Farmer
- 1995 : Solitaire for 2
- 1998 : Stiff Upper Lips
- 1999 : Le Célibataire (The Bachelor)
- 2000 : Love Hurts
- 2005 : In Your Dreams
- 2005 : Bob le majordome (Bob the Butler) (TV)

### comme producteur
- 1988 : The Unkindest Cut
- 1993 : Leon the Pig Farmer
- 1998 : Stiff Upper Lips
- 2005 : In Your Dreams
- 2005 : Bob le majordome (Bob the Butler) (TV)
- 2011 : Retreat de Carl Tibbetts

### comme scénariste
- 1988 : The Unkindest Cut
- 1993 : Leon the Pig Farmer
- 1995 : Solitaire for 2
- 1998 : Stiff Upper Lips
- 2005 : In Your Dreams